# 劉禎
劉禎（りゅうてい　？ - 217年）は、中国後漢時代末期の武将。字は公幹（こうかん）。建安七子のひとり。曹植と共に、「建安の骨気」を代表する詩人で、「五官中郎将に贈る五首」や「従弟に贈る三首」等の詩が代表作とされている。
曹操に才を見出され、丞相府の官となった。
ある日太子の曹丕が宴会を開き夫人の甄氏に挨拶をさせた。一同皆平伏したが、劉禎は頭を下げず夫人を見つめていた。不敬罪で処刑という運びになったが、罪一等を減ぜられて懲役刑となった。
その後再び出仕したが、流行病にかかって死亡した。